# أمبيسيلين/سولباكتام
الأَمبيسيلِّين Ampicillin والسُّلبَاكتام Sulbactam هما من المُضادَّات الحَيويَّة  في مَجموعة البِنسلين أو الأَمينوبِنسلِّين Aminopenicillin. يُستعمَل هذا الدَّواءُ لمعالجة أنواع مختلفَة من العَدوى الجُرثومية.
يُعطى الدَّواءُ بجرعات مختلفة حسب الحالة وطبيعَة العَدوى وعمر المَريض وتوصِيات الطَّبيب؛ ففي الالتهاب الرِّئوي، يُعطى بمقدار 1,5-3 غ عن طَريق الوَريد أو العَضَل كلَّ 6-8 ساعات؛ وينبغي أن تستمرَّ المعالجةُ سبعة أيَّام عندَ الاشتباه بالالتهاب الرِّئوي النَّاجِم عن المكوَّرات الرِّئويَّة pneumococcal pneumonia، ولمدَّة 21 يوماً إذا كان السَّببُ جَراثيمَ أخرى. أمَّا عندَ الرضَّع والأطفال، فيُعطى الدَّواء بمقدار 50-100 ملغ/كغ من الأَمبيسيلِّين عن طَريق الوَريد كلَّ 6 ساعات، والجرعةُ القصوى هي 12 غ/اليوم حسب الحالة وشدَّتها وطبيعتها.

## الكيمياء
مشتق الأمبيسلين الصوديومي من نواة البنسلين الأساسية، وحمض 6-aminopenicillanic. اسمه الكيميائي هو أحادي الصوديوم(2S, 5R, 6R)-6-[(R)-2-amino-2-phenylacetamido]-3,3-dimethyl-7-oxo-4-thia-1-azabicyclo[3.2.0]heptane-2-carboxylate. ، لديه الوزن الجزيئي 371.39 غرام، والصيغة الكيميائية هي (C16H18N3NaO4S)
سُّلبَاكتام الصوديوم هو أيضا أحد مشتقات 6-aminopenicillanic acid.كيميائيا، يعرف ب صوديوم بنسيلينات سلفون أو صوديوم (2S, 5R)-3,3-dimethyl-7-oxo-4-thia-1-azabicyclo[3.2.0]heptane-2-carboxylate 4,4-dioxide. لديه الوزن الجزيئي 255.22 غرام، والصيغة الكيميائية هي C8H10NNaO5S.
|                             |                             | |
| الصيغة البنائية للأمبيسيلين | الصيغة البنائية للسولباكتام | الصيغة البنائية للسولتاميسيلين, تسليط الضوء على الأمبيسلين باللون الأزرق والسُّلبَاكتام باللون البرتقالي. |

## علاجية الدواء / حركية الدواء
إضافة السُّلبَاكتام إلى الأمبيسلين يعزز آثار الأمبيسلين. وهذا يزيد من نشاط مضادات الميكروبات بحوالي 4- إلى 32 ضعف بالمقارنة مع الأمبيسلين وحده الأمبيسلين هو مضاد حيوي مرتبط بالزمن. قتله البكتيري يرتبط إلى حد كبير على الوقت الذي تكون فيه تركيزات الدواء في الجسم فوق تركيز المثبط الأدنى (MIC). وبالتالي فإن مدة التعرض تتوافق مع كيف سيحدث قتل البكتيريا . وقد أظهرت الدراسات المختلفة أنه، للحصول على أقصى قتل للبكتيريا، يجب أن يكون تركيز الدواء أعلاه MIC إلى 50-60٪ من الوقت لمجموعة البنسلين من المضادات الحيوية.

## آلية عمل الدواء
- يُضعِفُ الأَمبيسيلِّين الرَّوابطَ التي تُمسِك جدارَ الخلية الجُرثومية. وهذا ما يسمح بظهور ثقوب في جدران الخلايا الجُرثوميَّة، مع العلم أنَّ جدران الخلايا هي حيوية لبقائها. إذاً، يعمل الدَّواءُ عن طريق التداخل مع قدرة الجراثيم على تَشكيل جدران الخلايا.
- السُّلبَاكتام هو نوعٌ من الأدوية المعروفة باسم مثبِّطات بيتا اللاكتاماز beta-lactamase. ويجري تَضمينُه في هذا الدَّواء لأنَّه يَحول دون عمل إنزيم بيتا اللاكتاماز الذي تُنتجه بعض الجراثيم، وبذلك يحمى الأَمبيسيلِّين من التخريب بالمِكروب.

## التاريخ
إدخال واستخدام الأمبيسلين بمفرده بدأ في عام 1961.

## الاستخدام الطبي
- البكتيريا موجبة الجرام : المكورات العنقودية الذهبية (منتجات البيتا لاكتاماز وغير البيتا لاكتاماز )، المكورات العنقودية البشرة (منتجة بيتا لاكتاماز وغير بيتا لاكتاماز )، المكورات العنقودية saprophyticus (منتجات البيتا لاكتاماز وغير البيتا لاكتاماز ) ، العقدية البرازية (المعوية)، العقدية الالتهاب الرئوي والعقدية المقيحة، وviridians العقدية.

 الإنتانات الناجمة عن الجراثيم المنتجة للبيتالاكتاماز مثل:
- إنتانات الطرق التنفسية السفلية.
- التهاب الأذن الوسطى.
- التهاب الجيوب.
- إنتانات الجلد والأنسجة الرخوة.
- إنتانات الطرق البولية والتناسلية.
- إنتانات الطرق الصفراوية.
- التهاب المعدة والأمعاء.
- التهاب الهلل.
- الراعوم.
- القريح.
- عضات الحيوانات.

## الآثار الجانبية
- غثيان.
- إسهال.
- طفح.
- نادراً: التهاب قولون مترافق مع تناول الصاد الحيوي.[9]